# USS Selfridge (DD-357)
USS Selfridge (DD-357) là một tàu khu trục lớp Porter được Hải quân Hoa Kỳ chế tạo vào giữa những năm 1930. Nó là chiếc tàu chiến thứ hai của Hải quân Hoa Kỳ được đặt tên theo Chuẩn đô đốc Thomas O. Selfridge (1804–1902), và con ông, Chuẩn đô đốc Thomas O. Selfridge, Jr. (1836–1924). Selfridge đã phục vụ trong Chiến tranh Thế giới thứ hai cho đến khi xung đột kết thúc, được cho ngừng hoạt động năm 1945 và bị bán để tháo dỡ năm 1946.

## Thiết kế và chế tạo
Selfridge được đặt lườn vào ngày 18 tháng 12 năm 1933 tại xưởng tàu của hãng New York Shipbuilding Corporation ở Camden, New Jersey. Nó được hạ thủy vào ngày 18 tháng 4 năm 1936, và được cho nhập biên chế tại Philadelphia vào ngày 25 tháng 11 năm 1936 dưới quyền chỉ huy của Hạm trưởng, Trung tá Hải quân H. D. Clarke.

## Lịch sử hoạt động

### Trước chiến tranh
Selfridge thực hiện chuyến đi chạy thử máy đến vùng biển Địa Trung Hải vào tháng 1-tháng 2 năm 1937, và quay trở lại vùng bờ Đông Hoa Kỳ ngang qua vùng biển Caribe vào tháng 3. Từ tháng 4 đến tháng 8, nó được sửa chữa sau thử máy, rồi tiến hành huấn luyện ngoài khơi Philadelphia, Pennsylvania. Vào tháng 9, nó hộ tống cho chuyến đi của Tổng thống đến Poughkeepsie, New York; và vào tháng 10, nó đi đến Norfolk, Virginia, nơi nó khởi hành băng qua kênh đào Panama để hoạt động cùng Lực lượng Chiến trận tại khu vực Thái Bình Dương. Được lệnh quay trở về Norfolk cho một chuyến hộ tống Tổng thống khác vào đầu tháng 11, nó lên đường vào ngày 9 tháng 12 năm 1937 để quay về vùng bờ Tây Hoa Kỳ.
Selfridge băng qua kênh đào Panama để gia nhập Lực lượng Chiến trận như là soái hạm của Hải đội Khu trục 4 vào ngày 13 tháng 12 năm 1937, và đi đến San Diego, California vào ngày 22 tháng 12. Nó tiếp tục ở lại khu vực Nam California trong hai năm tiếp theo, ngoại trừ những đợt tập trận hạm đội và thực hành. Đến năm 1940, nó được điều đến Trân Châu Cảng, nơi nó hoạt động cho đến khi Hải quân Đế quốc Nhật Bản bất ngờ tấn công cảng này.

### 1941
Vừa hoàn tất một chuyến đi hộ tống đến đảo Palmyra, Selfridge neo đậu tại phao X-9 vào sáng ngày 7 tháng 12 năm 1941. Chỉ trong vòng năm phút kể từ khi cuộc tấn công mở màn, các khẩu pháo của nó đã bắn vào máy bay đối phương. Đến 13 giờ 00, với một thủy thủ đoàn hỗn hợp từ nhiều tàu khác nhau, nó khởi hành và gia nhập cùng các tàu khác không lâu sau đó để tuần tra ngoài khơi đảo Oahu. Trong thời gian còn lại của tháng đó, nó tuần tra tại khu vực quần đảo Hawaii, và đã hộ tống cho tàu sân bay Saratoga tham gia một nỗ lực quá trễ để tăng viện cho đảo Wake.

### 1942
Vào tháng 1 năm 1942, Selfridge tiếp tục hoạt động cùng đội của Saratoga cho đến khi chiếc tàu sân bay trúng ngư lôi vào ngày 11 tháng 1 ở cách 500 hải lý (930 km) về phía Tây Nam Oahu; nó đã hộ tống chiếc tàu sân bay bị hư hại quay trở lại Trân Châu Cảng. Các hoạt động thực tập và tuần tra tại khu vực Hawaii được tiếp nối cho đến ngày 20 tháng 1, khi nó hộ tống một tàu buôn đi đến đảo Canton. Đến nơi vào ngày 27 tháng 1, nó tuần tra ngoài khơi hòn đảo cho đến khi chiếc tàu buôn hoàn tất việc chất dỡ, và bắt đầu quay về Hawaii. Trên đường quay trở về vào ngày 30 tháng 1, nó đã tấn công bằng mìn sâu, và có thể đã gây hư hại một tàu ngầm đối phương.
Selfridge quay về đến Trân Châu Cảng vào ngày 6 tháng 2 năm 1942, và lại lên đường vào ngày 9 tháng 2 để hộ tống cho Saratoga đi đến Bremerton, Washington để được sửa chữa triệt để. Vào giữa tháng 3, nó quay trở lại Hawaii hộ tống một đoàn tàu vận tải, và đến cuối tháng đã hộ tống chuyển thêm hàng tiếp liệu đến Canton. Vào tháng 4, nó chuyển nhân sự Thủy quân Lục chiến và thư tín đến các đảo Palmyra và Christmas, rồi tiếp tục đi đến Bora Bora thuộc quần đảo Society để gặp gỡ và hộ tống đoàn tàu vận chuyển lực lượng tăng cường đến nhóm đảo Samoa và Tonga. Vào ngày 21 tháng 5, nó rời Tonga để đi New Hebrides và Australia, nơi nó làm nhiệm vụ hộ tống ven biển vào cuối tháng. Trong thành phần Lực lượng Đặc nhiệm 44, nó ở lại vùng biển Australia cho đến tháng 7, rồi cùng các đơn vị khác của lực lượng đi đến quần đảo Fiji để tổng dợt cho Chiến dịch Watchtower, cuộc đổ bộ chiếm đóng Guadalcanal và Tulagi.
Lúc 01 giờ 20 phút ngày 7 tháng 8 năm 1942, Lực lượng Đặc nhiệm 44, giờ đây đổi tên thành Đội đặc nhiệm 62.6, thành phần hộ tống cho các tàu vận chuyển, đi đến khu vực Guadalcanal. Lúc 06 giờ 20 phút, Selfridge khai hỏa vào một tàu đối phương đang đi vào cảng Tulagi. Vài giờ sau, các tàu vận chuyển tiến đến các bãi đổ bộ. Lúc 13 giờ 20 phút, phía Nhật Bản tung ra một đợt không kích bằng máy bay ném bom tầm cao, tiếp nối không lâu sau đó bằng máy bay ném bom bổ nhào. Sang ngày 8 tháng 8, chiếc tàu khu trục tiếp tục hộ tống các tàu vận chuyển, và sau một đợt không kích lúc xế trưa đã vớt được hai phi công Nhật. Sáng ngày 9 tháng 8, nó trợ giúp những người sống sót sau trận chiến đảo Savo, và cùng với USS Ellet đánh đắm chiếc tàu tuần dương Australia HMAS Canberra vốn bị hư hại nặng. Đến xế chiều hôm đó, nó rời khu vực hộ tống các tàu vận chuyển rút lui về Nouméa.
Trong thời gian còn lại của tháng, nhóm tàu Australia (Lực lượng Đặc nhiệm 44) hộ tống các tàu sân bay thuộc lực lượng hỗ trợ trên không. Vào ngày 31 tháng 8 năm 1942, các con tàu quay trở lại Brisbane; và trong chín tháng tiếp theo Selfridge tiếp tục hoạt động cùng lực lượng này tại khu vực biển Coral, ngăn ngừa một cuộc đổ bộ của quân Nhật lên Port Moresby và bảo vệ tàu bè Đồng Minh đi đến bán đảo Papua.

### 1943

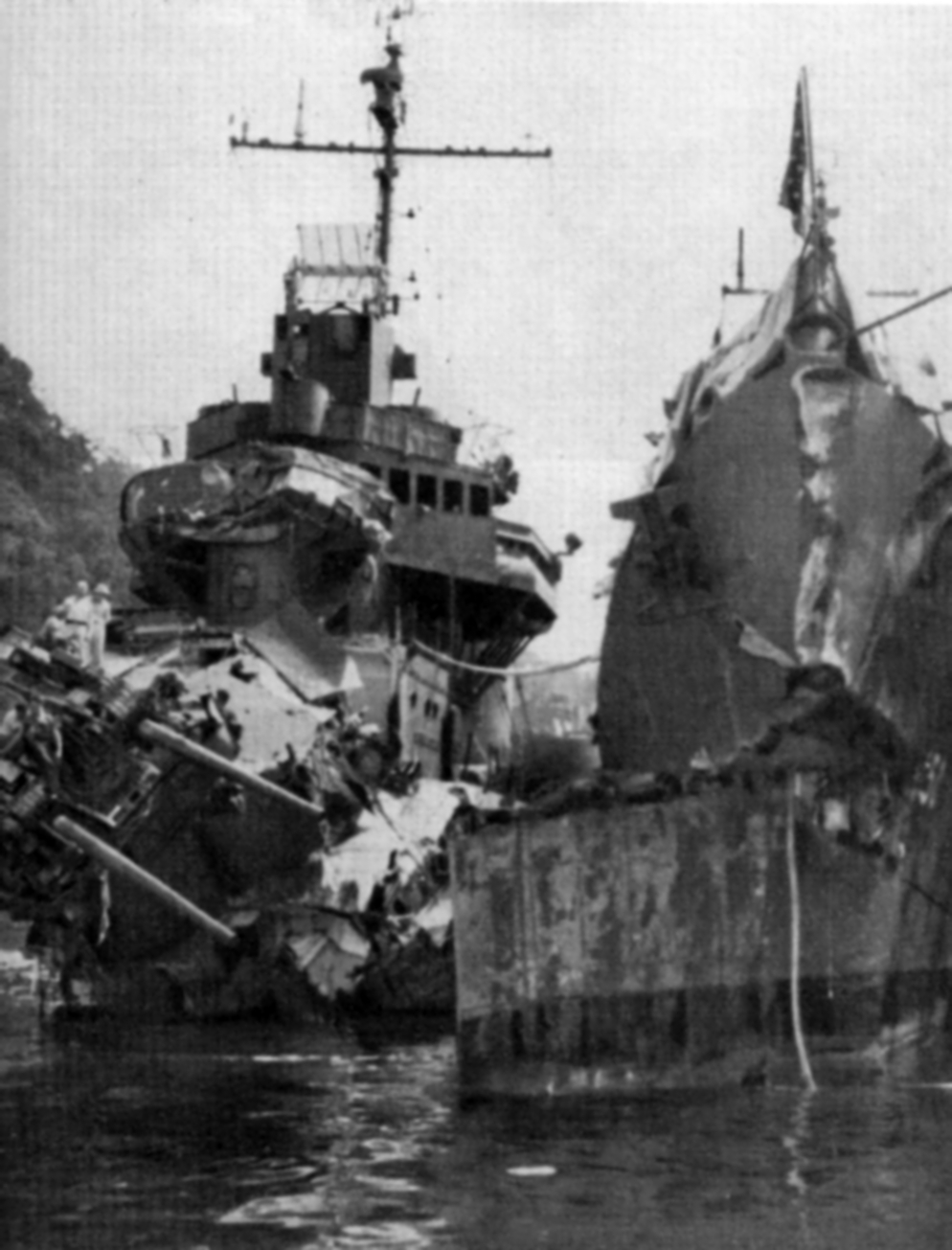
Selfridge và bị hư hại tại Nouméa sau trận chiến, tháng 10 năm 1943.

Vào tháng 5 năm 1943, Selfridge được điều động sang Đệ Tam hạm đội. Vào ngày 12 tháng 5, nó đi đến Nouméa; và trong suốt mùa Hè nó đã hoạt động cùng các tàu tuần dương thuộc Lực lượng Đặc nhiệm 36, rồi cùng Lực lượng Đặc nhiệm 37, và đã thực hành cùng các lực lượng đặc nhiệm 38, 39 và 34. Vào cuối tháng 9, trong thành phần lực lượng đổ bộ của Đệ Tam hạm đội, nó hộ tống một đoàn tàu đổ bộ LST đi đến Vella Lavella, rồi tiến hành tuần tra ban đêm tại khu vực quần đảo Solomon ngược lên "Cái Khe" để đánh chặn tàu bè Nhật.
Trong đêm 6 tháng 10 năm 1943 Selfridge cùng các tàu khu trục O'Bannon và Chevalier đã đánh chặn một lực lượng đối phương gồm sáu tàu khu trục, ba tàu khu trục vận tải cùng một số tàu nhỏ ở cách 12 dặm (19 km) ngoài khơi vịnh Marquana khi chúng tìm cách triệt thoái lực lượng trên bờ khỏi Vella Lavella. Trong trận Hải chiến Vella Lavella diễn ra sau đó, trúng ngư lôi và bị hư hại quá mức có thể sửa chữa; nó bị đánh đắm bởi một quả ngư lôi Mỹ vào ngày 7 tháng 10. Cả đều Selfridge và O'Bannon bị hư hại nặng; Selfridge bởi ngư lôi đối phương, và O'Bannon do cả hỏa lực đối phương lẫn va chạm với Chevalier sau khi chiếc này chết đứng giữa biển. Tổn thất nhân mạng của bao gồm 13 người thiệt mạng, 11 người bị thương và 36 người mất tích.

### 1944

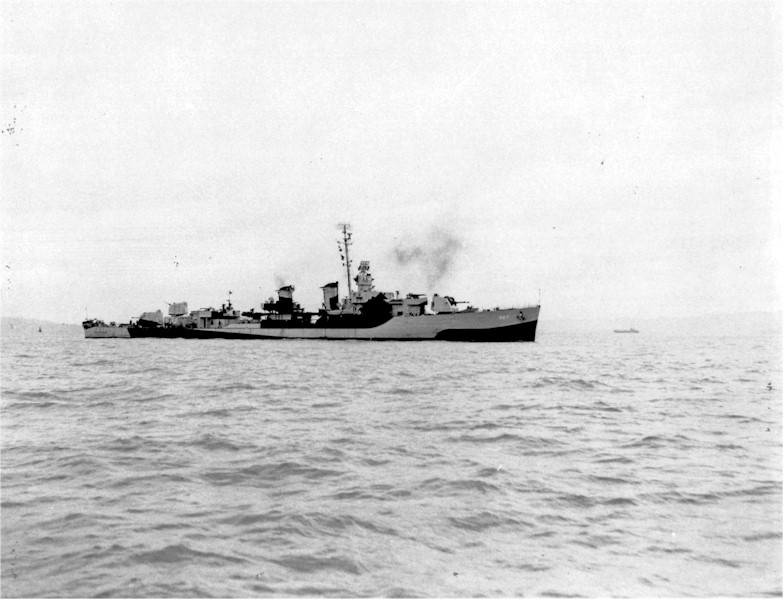
Selfridge sau khi được sửa chữa, tháng 4 năm 1944.

Việc sửa chữa tạm thời Selfridge được tiến hành tại vịnh Purvis và tại Nouméa. Công việc sửa chữa triệt để, bao gồm một mũi tàu mới và một dàn pháo hoàn toàn mới, được thực hiện tại Xưởng hải quân Mare Island; và sau khi được huấn luyện ôn tập ngoài khơi San Diego, nó quay trở lại Trân Châu Cảng vào ngày 10 tháng 5 năm 1944, kịp lúc để tham gia việc tập trung lực lượng cho việc tấn công chiếm đóng quần đảo Mariana. Thoạt tiên được phân về Đội đặc nhiệm 50.11, nó gia nhập Lực lượng Đặc nhiệm 58, lực lượng tàu sân bay nhanh, tại Majuro vào đầu tháng 6, và vào ngày 11 tháng 6 đã hộ tống cho tàu sân bay Bunker Hill cho các hoạt động càn quét tại Guam. Vào ngày 13 tháng 6, nó tham gia bắn phá bờ biển Saipan để bảo vệ các chiến dịch quét mìn ngoài khơi hòn đảo mục tiêu này, rồi chuyển sang bắn phá ban đêm. Đến ngày 14 tháng 6, nó gia nhập lực lượng hỗ trợ hỏa lực, và vào ngày 15 tháng 6 đã bảo vệ cho khu vực vận chuyển trong khi lực lượng tấn công đổ bộ lên Saipan. Từ đây cho đến ngày 17 tháng 6, nó xen kẻ các hoạt động bảo vệ vào ban ngày và bắn phá quấy rối vào ban đêm. Vào cuối ngày 17 tháng 6, tin tức nhận được về một lực lượng hải quân Nhật Bản hùng hậu đang tiến đến từ Philippines, nên Selfridge gia nhập trở lại Lực lượng Đặc nhiệm 58 và chiếm lĩnh vị trí liên lạc giữa Đội đặc nhiệm 58.7 và Đội đặc nhiệm 58.3. Vào ngày 19 tháng 6, Trận chiến biển Philippine diễn ra, nhưng không một máy bay đối phương nào đến được tầm bắn các khẩu pháo phòng không của chiếc tàu khu trục. Sang ngày 20 và 21 tháng 6, lực lượng Nhật Bản rút lui về phía Tây. Đến ngày 24 tháng 6, Selfridge gia nhập trở lại lực lượng bảo vệ các tàu vận chuyển ngoài khơi Saipan, và sang ngày 26 tháng 6 tiếp nối nhiệm vụ bắn pháo hỗ trợ.
Selfridge rời Saipan vào ngày 11 tháng 7 năm 1944 để hộ tống các tàu vận tải đi đến Eniwetok vào ngày 15 tháng 7. Nó lại lên đường ba ngày sau đó quay trở lại khu vực quần đảo Mariana cùng lực lượng tăng cường cho cuộc tấn công lên Guam. Nó đi đến ngoài khơi Agat vào ngày 22 tháng 7, một ngày sau khi diễn ra cuộc đổ bộ đầu tiên, và trong ba tuần lễ tiếp theo đã bảo vệ và bắn pháo hỗ trợ, cũng như tuần tra chống tàu đối phương. Vào ngày 10 tháng 8, nó lên đường đi Eniwetok rồi quay trở về Trân Châu Cảng. Đến ngày 21 tháng 8, nó được lệnh điều động trở lại khu vực Đại Tây Dương.

### 1945
Băng qua kênh đào Panama vào ngày 7 tháng 9 năm 1944, Selfridge tiếp tục đi đến New York cho một đợt đại tu ngắn trước khi gia nhập Lực lượng Đặc nhiệm 65, và phục vụ như là soái hạm trong hoạt động hộ tống các đoàn tàu vận tải đi lại giữa vùng bờ Đông và Tunisia. Nó tiếp tục nhiệm vụ này cho đến khi Đức Quốc xã đầu hàng vào tháng 5 năm 1945, hoàn tất chuyến đi cuối cùng tại New York vào ngày 7 tháng 6. Nó hoạt động bảo trì và thực hành tại vùng biển Caribe và ngoài khơi bờ biển Maine cho đến hết tháng 8, và quay trở lại New York vào ngày 15 tháng 9 để chuẩn bị được cho ngừng hoạt động.
Selfridge được cho xuất biên chế vào ngày 15 tháng 10 năm 1945. Tên nó được cho rút khỏi danh sách Đăng bạ Hải quân vào ngày 1 tháng 11 năm 1945 và nó bị tháo dỡ vào tháng 10 năm 1947.

## Phần thưởng
Selfridge được tặng thưởng bốn Ngôi sao Chiến trận do thành tích phục vụ trong  Chiến tranh Thế giới thứ hai.